# 박의병
박의병(朴義秉, 1853년 양력 3월 14일 ~ 1929년 12월 3일)은 한국의 관료로 대한제국 시대에 마지막 한성부판윤을, 일제강점기에 조선총독부 중추원 참의를 지냈다. 본관은 밀양이다.

## 생애
본관은 밀양이며 본적은 경성부 수창동이다. 한학을 수학하여 조선 말기에 관리가 되었다. 1885년에 원산항에서 서기관으로 근무하기 시작했으며, 함경남도 지역의 지방관을 지내고 외부, 대한제국 중추원 등에서 일했다.
1905년에는 한성부윤에 임명되었고, 1906년에는 일본 정부가 수여하는 훈2등 욱일장을 수여받기도 했다. 1910년 한일 병합 조약 체결 당시에는 정2품에 올라 있었다. 한일 병합 이후 식민통치 자문 역할인 경기도 도참사를 지내는 등 조선총독부에 협조하였다.
70대 후반에 이른 1920년대 후반까지 생존해 있어 중추원 참의에 임명되었다. 요직을 임명한 고위 관리이지만 남을 대할 때는 상대의 말을 잘 따라주는 온후한 성품이었다는 인물평이 남아 있다.
2002년 민족정기를 세우는 국회의원모임이 발표한 친일파 708인 명단과 2008년 발표된 민족문제연구소의 친일인명사전 수록예정자 명단에 모두 포함되었으며 2009년 친일반민족행위진상규명위원회가 발표한 친일반민족행위 705인 명단에도 포함되었다.

## 같이 보기
- 조선총독부 중추원

## 참고 자료
- 박의병(朴義秉) - 한국학중앙연구원